# Geoffrey Hartman
Geoffrey H. Hartman (* 11. August 1929 in Frankfurt am Main; † 14. März 2016 in Hamden, Connecticut) war ein deutschamerikanischer Literaturwissenschaftler und Sterling Professor der Yale University. Er gilt als einer der bedeutendsten Philologen seiner Generation.

## Leben
Geoffrey Hartman wurde 1929 in die jüdische Familie Hartmann geboren. 1939 gelangte Hartman mit einem der letzten Kindertransporte nach England und verbrachte die Zeit bis zum Kriegsende im Waddesdon Manor. 1946 folgte er seiner Mutter nach New York, änderte seinen Namen in „Hartman“ und wurde amerikanischer Staatsbürger.
1949 schloss Hartman ein Bachelorstudium der Komparatistik am Queens College in New York ab. Von 1951 bis 1952 studierte er als Fulbright-Stipendiat in Dijon. 1953 promovierte er an der Yale University über William Wordsworth, Hopkins, Rilke und Valéry. Nach einer zweijährigen Tätigkeit für die US Army arbeitete er von 1955 bis 1962 als Dozent und Assistant Professor in Yale. In den folgenden Jahren lehrte er unter anderem an der University of Chicago, der University of Iowa und der Cornell University, bevor er 1967 wieder an die Yale University zurückkehrte. Aufsehen erregte sein 1966 im Institut für Allgemeine und Vergleichende Literaturwissenschaft der FU Berlin gehaltener Vortrag „Strukturalismus und Literaturwissenschaft“, durch den „das Gerücht namens Strukturalismus erstmals greifbar und zugleich die weite Theoriewelt nach Deutschland importiert“ wurde. 1972 wurde Hartman in die American Academy of Arts and Sciences gewählt. Seit 2000 war er korrespondierendes Mitglied der British Academy.
Seine bekanntesten Bücher umfassen Wordsworth’s Poetry, 1787–1814 (1964), Criticism in the Wilderness: The Study of Literature Today (1980), The Longest Shadow: In the Aftermath of the Holocaust (1996), sowie seine Lebenserinnerungen A Scholar’s Tale: Intellectual Journey of a Displaced Child of Europe (2007). Ab 1979 entstand unter seiner Federführung das Fortunoff Video Archive for Holocaust Testimonies, ein Videoarchiv, in dem die Erinnerungen von mehr als 4000 Überlebenden des Holocaust gesammelt wurden.
Hartman starb im März 2016 im Alter von 86 Jahren in seinem Haus in Hamden, Connecticut.

## Schriften (Auswahl)
- The Unmediated Vision. An Interpretation of Wordsworth, Hopkins, Rilke, and Valéry. Yale University Press u. a., New Haven CT u. a. 1954, (Digitalisat).
- André Malraux. Bowes & Bowes, London 1960.
- Wordsworth’s Poetry. 1787–1814. Yale University Press, New Haven CT u. a. 1964.
- Wordsworth, Inscriptions, and Romantic Nature Poetry. In: Frederick W. Hilles, Harold Bloom (Hrsg.): From Sensibility to Romanticism. Essays presented to Frederick A. Pottle. Oxford University Press, London u. a. 1965, S. 389–414.
- Beyond Formalism. Literary Essays 1958–1970. Yale University Press, New Haven CT u. a. 1970, ISBN 0-300-01327-2.
- The Fate of Reading and Other Essays. University of Chicago Press, Chicago IL u. a. 1975, ISBN 0-226-31844-3.
- mit Harold Bloom, Paul de Man, Jacques Derrida, J. Hillis Miller: Deconstruction and Criticism. Continuum, New York NY 1979, ISBN 0-8164-9347-2.
- Criticism in the Wilderness. The Study of Literature today. Yale University Press, New Haven CT u. a. 1980, ISBN 0-300-02085-6.
- Saving the Text. Literature/Derrida/Philosophy. Johns Hopkins University Press, Baltimore MD u. a. 1981, ISBN 0-8018-2452-4.
- Easy Pieces. Columbia University Press, New York NY u. a. 1985, ISBN 0-231-06018-1.
- The Unremarkable Wordsworth (= Theory and History of Literature. 34). University of Minnesota Press, Minneapolis MN 1987, ISBN 0-8166-1175-0.
- Minor Prophecies. The Literary Essay in the Culture Wars. Harvard University Press, Cambridge MA u. a. 1991, ISBN 0-674-57636-5.
- The Longest Shadow. In the Aftermath of the Holocaust (= The Helen and Martin Schwartz Lectures in Jewish Studies. 1994). Indiana University Press, Bloomington IN u. a. 1996, ISBN 0-253-33033-5.
  - deutsch: Der längste Schatten. Erinnern und Vergessen nach dem Holocaust. Aufbau Verlag, Berlin 1999, ISBN 3-351-02488-6.
- The Fateful Question of Culture. Columbia University Press, New York NY 1997, ISBN 0-231-08490-0.
  - deutsch: Das beredte Schweigen der Literatur. Über das Unbehagen an der Kultur. Aus dem Englischen von Frank Jakubzik. Suhrkamp, Frankfurt am Main 2000, ISBN 3-518-41145-4.
- A Critic’s Journey. Literary Reflections, 1958–1998. Yale University Press, New Haven CT u. a. 1999, ISBN 0-300-08043-3.
- Scars of the Spirit. The Struggle Against Inauthenticity. Palgrave Macmillan, New York NY u. a. 2002, ISBN 0-312-29569-3.
- A Scholar’s Tale. Intellectual Journey of a Displaced Child of Europe. Fordham University Press, New York NY 2007, ISBN 978-0-8232-2832-4.